# کاپیتان هادوک
کاپیتان آرچیبالد هادوک (به انگلیسی: Captain Archibald Haddock) شخصیتی در مجموعه کتاب‌های مصور ماجراهای تن‌تن و میلو است. او بهترین دوست تن‌تن، یک ناخدای دریانورد بریتانیایی در ناوگان بازرگانی نیروی دریایی است که در کتاب خرچنگ پنجه‌طلایی معرفی شد. هادوک در ابتدا به عنوان یک شخصیت ضعیف و الکلی به تصویر کشیده شد، اما در داستان‌های بعدی او قابل احترام‌تر و قهرمانانه‌تر ظاهر شد (مخصوصاً در تن‌تن در تبت، که او هوشیارانه جان خود را برای نجات دوستش به‌خطر انداخت). اگرچه هادوک در اولین حضورش، فرماندهی یک کشتی باری را بر عهده داشت، اما در داستان‌های بعدی آشکارا بازنشسته است. شخصیت زمخت و کنایه‌زن کاپیتان نقطه مقابل قهرمانی و دلاوری‌های باورنکردنی تن‌تن است. هر زمان که خبرنگار جوان بیش از حد آرمان‌گرا می‌شود، همیشه با اظهارنظرهای خشک و بی‌روح اما صریح هادوک مواجه می‌شود.

## تاریخچه شخصیت
کاپیتان هادوک در ماجرای خرچنگ پنجه‌طلایی همچون شخصیتی ضعیف و الکلی معرفی شد. تا زمان معرفی هادوک، شخصیت‌های فرعی، بی‌هیچ ترتیبی می‌آمدند و می‌رفتند و عمدتاً از آنها در پس‌زمینه و به منظور تداوم روایت استفاده می‌شد تا آنکه نقش قهرمان داشته باشند. با این حال هرژه به استعداد نهانی شخصیت هادوک به عنوان یک وجه تقابل برای شخصیت تن‌تن پی برد و او را به یک مکمل دائمی برای شخصیت‌های دیگر داستان مبدل کرد. این موضوع به ضرر میلو بود که نقشش پس از افزودن هادوک کم‌رنگ شد. شخصیت هادوک از همان ابتدا به سرعت توسعه یافت. در ماجراجویی اولیه‌اش، او تقریباً به اندازهٔ افراد شرور داستان برای تن‌تن خطرناک است. او همیشه دمدمی‌مزاج است، به پرخاشگرهای هیجانی و ناسزاگویی می‌پردازد و قادر به انجام اعمال خشمگینانه و آزاردهنده است. با این حال، این شخصیت همچنین به‌عنوان آدمی مهربان که نیازمند اصلاح است، به تصویر کشیده شده است و در پایان ماجرا، تن‌تن موفق شده است این مرد الکلی را اصلاح کند و او را به دوست و همراهی وفادار برای خود تبدیل سازد، هرچند هنوز هم به گاه‌به‌گاه به گفتن «بد و بیراه» علاقه دارد.
هرژه همچنین از طریق ویژگی‌های شخصیتی هادوک به خود امکان بیان هنری بیشتری نسبت به تن‌تن داد. مایکل فار نویسنده «تن‌تن راهنمای کامل» خاطرنشان می‌کند: «در حالی که هرژه حالت‌های چهره تن‌تن را به‌حداقل رساند… چهره هادوک را می‌توان با احساسات گوناگون، تغییر شکل داد.» فار ادامه می‌دهد که «در هادوک، هرژه الهام‌بخش‌ترین شخصیت خود را از زمان خلق تن‌تن ارائه کرده است» و میزان فروش کتابی که هادوک در آن معرفی شده بود نشان می‌دهد که این شخصیت مورد استقبال فراوانِ خوانندگان قرار گرفته است. وی پس از یک نقش نسبتاً جدی در داستان ستاره اسرارآمیز که در آن رئیس «انجمن ملوانان از مستی درآمده» شده است (در حالی که کابین پر از ویسکی است)، نقش محوری‌تری در داستان‌های بعدی ایفا می‌کند، که در دو کتاب شاخص‌تر می‌شود. راز اسب شاخدار و گنج‌های راکام.
هرژه در کتاب‌های یادشده ماجراها را در حول‌ و حوش هادوک شکل می‌دهد و شخصیت وی را با کاخ آبا و اجدادی‌اش، کاخ مولینسار پیوند می‌زند. هری تامپسون، نویسنده کتاب «تن‌تن: هرژه و مخلوق او» می‌نویسد که معرفی این عمارت برون‌شهری «فراهم کردن خانه اجدادی مناسبی برای خودش و تن‌تن برای نقل مکان به آن بود.» برای دستیابی به این امر از نظر طرح داستان، هرژه همچنین اصل‌ و نسب هادوک را توضیح می‌دهد، چیزی که تامپسون آن را متمایز می‌داند: «هادوک تنها شخصیت معمولی است که بستگانش در داستان‌های تن‌تن حضور دارند (اگر از لامپیون صرف نظر کنیم)»

## نام‌گذاری
نام هادوک توسط همسر هرژه پیشنهاد شد؛ او اشاره کرد که هادوک یک «ماهی غمگین انگلیسی» در یک وعده شام با ماهی است. در نتیجه هرژه از این اسم به‌عنوان نام‌خانوادگی کاپیتان بریتانیایی که به‌تازگی وارد داستان‌هایش کرده بود، استفاده کرد. هادوک تا آخرین داستان تکمیل شده، تن‌تن و پیکاروها (۱۹۷۶) بدون نام کوچک باقی ماند، تا آنکه نام آرچیبالد پیشنهاد شد. همان‌طور که نقش هادوک توسعه می‌یافت، هرژه شخصیت خود را گسترش داد و او را بر جنبه‌هایی از دوستان خودش مبتنی کرد، مثلاً بدخلقی خاصش که تا حدودی از رنگ‌پرداز تن‌تن ادگار پ. جاکوبز الهام گرفته بود یا بلوف‌زنی و چاخانی‌اش که برگرفته از بوب دو مو بود. هری تامپسون توضیح داده که چگونه هرژه از این شخصیت برای تزریق طنز به طرح داستانی استفاده کرد؛ به ویژه «جایی که هادوک نقش احمق را بازی می‌کند تا توضیحی طولانی را ساده‌انگاری یا ماله‌کشی کند.» اگرچه به‌نظر نمی‌رسد هرژه هادوک را بر اساس شخصیت‌های تاریخی خلق کرده است، اما مشخص شده که چندین هادوک در نیروی دریایی خدمت کرده‌اند. بسیاری از هادوک‌های لی-آن-سی در نیروی دریایی پادشاهی بریتانیا سده هفدهم میلادی خدمت می‌کردند و شاخص‌ترین آنها  «دریاسالار سر ریچارد هادوک» بود که در نبرد سول‌بی حضور داشت.

## فحاشی و ناسزاگویی‌ها
هنگامی که نخستین بار کاپیتان هادوک معرفی شد، درست پیش از جنگ جهانی دوم، رفتار او یک مشکل اخلاقی برای هرژه ایجاد کرد. به عنوان یک ملوان، هادوک باید بددهن باشد. با این حال، هرژه می‌بایست به‌منظور چاپ اثر خود در مجلهٔ کودکان کلیسای کاتولیک حد اعتدال را حفظ می‌کرد، که این امر او را مجبور می‌ساخت از هیچ گونه فحشی استفاده نکند. بنا بر گزارش‌ها، راه حل زمانی به دست آمد که هرژه از موقعیتی که در سال ۱۹۳۳ درگیر آن شده بود، مدت کوتاهی پس از «پیمان چهار قدرت» کمال استفاده را برد. هرژه سعی کرد در بحث بین یک مغازه‌دار و مشتری میانجیگری کند، اما قبل از اینکه قادر به این کار باشد، مغازه‌دار آنقدر عصبانی شد که برای لحظه‌ای آرامش خود را از دست داد و مشتری خود را «پیمان صلح» خطاب کرد. این عبارتِ بی‌معنا که حین عصبانیت ادا شده بود، همان راه حلی بود که هرژه به دنبال آن بود: چه می‌شد اگر کاپیتان از کلمات عجیب‌وغریب یا دشواری استفاده می‌کرد که به خودی خود توهین‌آمیز نبودند، اما آن‌ها را طوری ادا می‌کرد که گویی دشنام‌های قلابی مایه‌دار هستند…؟
این ایده به سرعت توسعه یافت و کاپیتان در نخستین صحنه بروز خشم خود، به سمت گروهی از بربرهای بادیه‌نشین حمله‌ور می‌شود و عباراتی مانند «هیدرومدوز» (نوعی عروس دریایی)، «تروگلوتید» (غارنشین) و «اکتوپلاسم» را فریاد می‌زند. (بربرها فوراً پا فرار می‌گذارند، که البته دلیل واقعی‌اش ورود مئاریست‌ها (پلیس بیابان آفریقای شمالی) به صحنه است که از پشت سر کاپیتان ظاهر می‌شوند). این ترفند استفاده از فحش‌های دروغین موفقیت‌آمیز بود و نقطه اتکایی در کتاب‌های آینده شد. در نتیجه هرژه به‌طور فعال شروع به جمع‌آوری کلمات مغلق یا به‌ظاهر ناسزاگونه نمود تا هنگام حملات عصبی بعدی کاپیتان از آنها استفاده کند و حتی گاهی برای الهام گرفتن، در فرهنگ‌های لغت جستجو می‌کرد.
اما در یک مورد، این طرح نتیجهٔ عکس داد. در یک حالت عصبانیت خاص، هرژه، واژۀ پنوموتوراکس را (یک اورژانس پزشکی ناشی از جمع‌شدگی شدید ریه‌ها در قفسه سینه) به‌عنوان نوعی ناسزا در دهان کاپیتان گذاشت. یک هفته پس از انتشار این صحنه در مجله تن‌تن، هرژه نامه‌ای دریافت کرد که ظاهراً از پدری بود که پسرش از طرفداران سرسخت تن‌تن و همچنین یک بیمار مبتلا به سل شدید بود که دچار جمع‌شدگی شدید ریه‌ها شده بود. بر اساس مفاد این نامه، این پسر از این که کتاب مورد علاقه‌اش، بیماری او را مسخره کرده، ناراحت شده بود. البته مدتی بعد معلوم شد که این نامه جعلی است و توسط دوست و همکار هرژه، ژاک فان ملکبیکه طراحی و نوشته شده بود.
معروف‌ترین عبارات هادوک، «mille millions de mille milliards de mille sabords!» است که البته به اشکال و جایگشت‌های مختلف به‌کار می‌رود و معنای تحت‌اللفظی‌اش در فارسی می‌شود «هزار میلیون هزار میلیارد هزار مزغل!». یکی دیگر از موارد معروف، اشکال مختلفی از «لعنت بر شیطون» (مثلا «هزار بار لعنت بر شیطون!» یا «ده هزار بار لعنت بر شیطون!») است.
در نخستین ترجمه فارسی این کتاب که توسط خسرو سمیعی (انتشارات یونیورسال) صورت پذیرفت، علاوه بر اشکال مختلف «لعنت بر شیطون!»، از موارد دیگری چون «گاریچی ناشی!»، «موش‌های کثیف!»، «جانورها!»، «انگل‌ها!» و غیره استفاده شده است.